# Amblyomma geayi
Amblyomma geayi är en fästingart som beskrevs av Neumann 1899. Amblyomma geayi ingår i släktet Amblyomma och familjen hårda fästingar. Inga underarter finns listade i Catalogue of Life.